# Z (gruppo musicale)
Gli Z erano un gruppo musicale statunitense fondato da Dweezil Zappa nel 1993.
Il gruppo era inizialmente composto da Dweezil Zappa alla chitarra e voce, il fratello Ahmet Zappa alla voce, il polistrumentista Mike Keneally alle tastiere, chitarra e voce e Scott Thunes al basso. Il primo album, Shampoohorn, del 1994, vede vari batteristi ospiti: Terry Bozzio, Toss Panos, Tal Bergman, Mark Craney, Morgan Ågren e Keith Knudsen. Per il tour di promozione dell'album viene ingaggiato Joe Travers alla batteria, che diventerà batterista fisso nel secondo album del gruppo, Music for Pets del 1996. Scott Thunes verrà sostituito da Bryan Beller dopo il tour estivo di promozione del primo album.
Il gruppo si scioglierà nel 1997 in seguito a dissidi interni e ai crescenti impegni televisivi di Ahmet e Dweezil Zappa.

## Discografia[1]
- 1993 - Shampoohorn - (Barking Pumpkin Records/Food for Thought)
- 1996 - Music for Pets - (Zappa Records)

## Componenti
- Dweezil Zappa - chitarra, voce
- Ahmet Zappa - voce
- Mike Keneally - tastiere, piano, chitarra, voce
- Scott Thunes - basso, voce (versione europea di Shampoohorn)
- Bryan Beller - basso (in Music for Pets e versione americana di Shampoohorn)
- Joe Travers - batteria (in Music for Pets)